# José Somoza
José Somoza y Muñoz (Piedrahíta, Ávila, 24 de octubre de 1781 - ibid., 4 de octubre de 1852) fue un escritor liberal español.

## Biografía
Hijo de Ignacio Somoza y Carvajal, sevillano que se avecindó en Piedrahíta, y de Juana Muñoz Barrientos, de familia rica y bien emparentada. Estudió en Ávila y en la Universidad de Salamanca; la muerte de su padre en 1797 le hizo consagrarse a los estudios con ahínco, pero en casa, ya que tuvo que regresar a Piedrahíta. Vivió casi siempre aislado y solterón en su pueblo, con esporádicos viajes a Madrid, donde se relacionó con los amigos de su padre, Juan Meléndez Valdés, a quien ya conocía de Piedrahíta, Manuel José Quintana, Melchor Gaspar de Jovellanos, Francisco de Goya. Escribió que tenía presente "el matrimonio de mi maestro Meléndez, enlazado con una mujer de las que el público no puede juzgar malas y son, a pesar de esto, intolerables". 
Volteriano, aunque virtuoso, y liberal, tomó las armas en 1808 contra los franceses, pero se quedó en su pueblo para no abandonar a su hermano enfermo cuando estos lo invadieron e incluso sirvió de comisionado en 1809 junto con Toribio Núñez para aplacar las iras del comandante francés. No obstante, no fue afrancesado, sino que sirvió a la causa patriota desde el campo enemigo y aún se le achacó la deserción de un regimiento suizo, lo que le valió un bayonetazo; pero el general Hugo, padre del poeta y gobernador militar de Ávila, fue comprensivo con él. Por influencia de Meléndez y de Cabarrús fue nombrado prefecto, pero no aceptó. Tampoco se marchó a Cádiz, sino que siguió a la vera de su hermano enfermo. 
Nada le pasó en 1814, pero en virtud de una carta del arcediano Cuesta, descubierta por Lozano de Torres, fue detenido y llevado a Madrid, aunque pronto se sobreseyó la causa. Fue jefe político de Ávila durante el Trienio Liberal (1820-1823), pero renunció repetidamente a ese cargo, lo mismo que a la gran cruz de Carlos III que le fue concedida y que al parecer no llevó nunca. En 1823 el cura Merino le metió a él y a su hermano en la cárcel de Ávila, de donde salieron a los cuatro meses, su hermano, ciego; él, con el mal de piedra. En la Ominosa Década se le volvió a perseguir por sus ideas liberales. Una nueva prisión, al parecer de siete años, le sobrevino por la persecución que contra él desató el general San Juan. En 1829 murió su hermano. Fue procurador en Cortes por Ávila (1834-1836) y diputado a las Constituyentes de 1836-1837, y elegido en las de 1839, siempre por Ávila, pero rechazó este honor como todos los demás. En 1850 sostuvo una polémica con el arcipreste de Piedrahíta y el obispo de Ávila sobre sus escritos y a su muerte no recibió los sacramentos y se le quiso negar la sepultura eclesiástica. Ejerció la presidencia de la Diputación de Ávila entre 1834 y 1836, y con carácter honorario en 1838. Sus Poesías (1832) fueron reeditadas con nuevas piezas en 1834 y 1842 y pueden considerarse pertenecientes a la escuela neoclásica salmantina. Destacan entre ellas Al río Tormes y El sepulcro de mi hermana.
Destacan sus cuadros costumbristas, que preceden cronológicamente incluso a los de Ramón Mesonero Romanos; pero solo se publicaron con posterioridad a instancias de éste en el Semanario Pintoresco Español. Fue un hábil narrador de anécdotas y un gran evocador de costumbres pasadas. A veces revela un sentido social verdadero en artículos como "El tío Tomás", sobre los zapateros.
Dejó también dos importantes novelas históricas, El bautismo de Mudarra y El capón (1842), y compuso una serie de libros de vario contenido interesantes para reconstruir la vida de un librepensador aislado y perseguido: Memorias de Piedrahita (1837), Cartas sobre el duelo (1839), Artículos en prosa (1842), Conversación sobre la eternidad (1842) y Recuerdos e impresiones (1843). Son narraciones breves Lección marcial, La oropéndola en la fuente de la dehesa de la mora y El pundonor. Entre sus poesías destacan A Fray Luis de León y Al sepulcro de mi hermano. Hay ediciones de sus obras en Madrid, 1839, y también en el mismo lugar, 1846. Existe una edición de sus Obras (1904) a cargo de Lomba y Pedraja.